# Service des renseignements extérieurs de la fédération de Russie
Le SVR (russe : СВР) ou Service des renseignements extérieurs de la fédération de Russie (Служба внешней разведки Российской Федерации, retranscrit en Sloujba vnechneï razvedki Rossiskoï Federatsi) est la forme administrative actuelle de l'espionnage extérieur politique russe.

## Historique

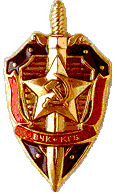
Emblème de la Tchéka puis du KGB : l'épée et le bouclier.

Le SVR est le successeur officiel de la Première direction générale du KGB de l'URSS. Il revendique son héritage tchékiste par son lien direct avec les services spéciaux communistes Tchéka-Guépéou-NKVD-MGB-KGB.
Les opérations de renseignement sont pratiquées par la Tchéka dès l'année 1918. La création de l’INO a donné à l’espionnage politique au sein de la Vé-Tché-Ka de Félix Dzerjinski une existence administrative.
Selon le mythe des tchékistes, et conformément aux déclarations officielles du SVR, le 20 décembre 1920 a été créé le Département étranger (INO) de la Vé-Tché-Ka (du russe « Commission panrusse extraordinaire », celle-ci ayant été fondée en décembre 1917 pour lutter contre la résistance « bourgeoise » lors de la révolution d'Octobre) près du Soviet des commissaires du peuple (SNK) — gouvernement de la république socialiste fédérative soviétique de Russie (RSFSR).
L’INO est en réalité créée dès le printemps 1920, d’abord au sein du Département spécial de la Vé-Tché-Ka. À l'été 1920, son travail est jugé insuffisant par le Politburo. Sa réorganisation a commencé dès septembre. Le 12 décembre 1920, Dzerjinski signe le premier ordre de réorganisation. C’est la date de l'ordre no 169 du 20 décembre 1920 que les mythologues tchékistes ont retenu comme le jour de naissance de l’espionnage politique soviétique.
Avant 1991, le renseignement extérieur faisait partie du KGB (Comité de sécurité d’État) de l’URSS dissout en octobre 1991 à la suite du putsch de Moscou. Le 24 octobre 1991, le renseignement extérieur de l'Union soviétique cesse d’être une entité du KGB. Il devient un organisme autonome et dépolitisé, rebaptisé Service central de renseignement de l'URSS. Ce nouveau service n'existe que pour quelques semaines.

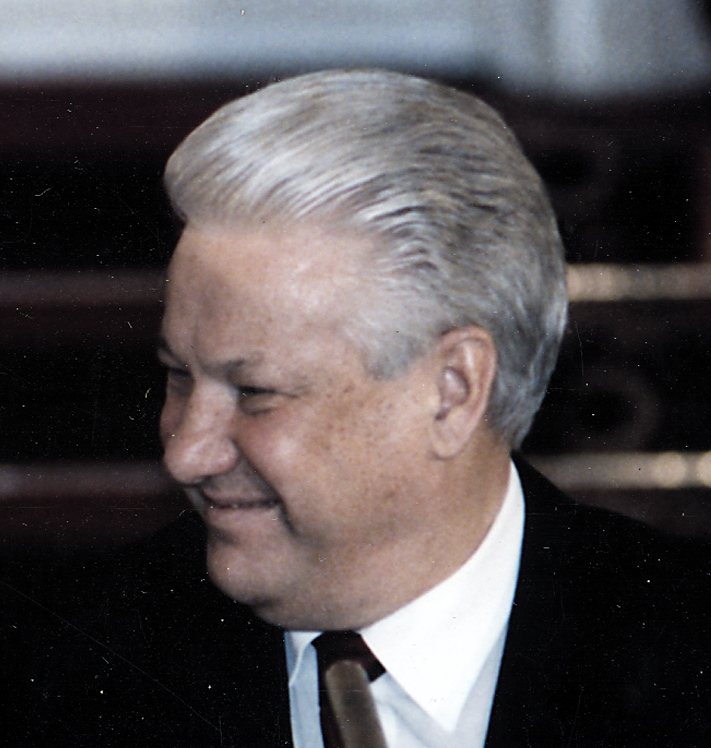
Boris Eltsine, premier président de la fédération de Russie post soviétique et fondateur du SVR actuel.

À la suite de la dissolution de l’URSS, le président de la RSFSR Boris Eltsine par son Oukase no 293 du 18 décembre 1991 crée officiellement le SVR de la RSFSR.
Par l'oukase no 316 du 26 décembre 1991, Boris Eltsine nomme Yevguéniy Primakov comme le premier directeur du SVR post-soviétique. Il présente au président des propositions de statuts du nouveau service, de structure ainsi que d'effectifs.
Par l’oukase no 15 du 13 janvier 1992, la première équipe dirigeante du SVR nouvellement créé a été nommée ; elle se composait d’un premier adjoint du directeur et de cinq adjoints.
Selon la vision officielle du SVR actuel, le 18 décembre 1991 Boris Eltsine n'a pas créé un nouveau service spécial de la RSFSR, mais a rebaptisé le Service central de renseignement de l'URSS en SVR. Donc, selon le SVR lui-même, ce service n'est que la forme administrative actuelle de l'espionnage politique extérieur soviétique existant depuis le 20 décembre 1920 qui est profondément idéologique et extrêmement corporatiste, dont l’idéologie fondatrice est le tchéquisme bolchevik. Le SVR continue à rendre un hommage particulier à Félix Dzerjinski qu'il considère toujours comme son père créateur et idéologue initial.
Le SVR de la RSFSR a été réorganisé et rebaptisé à plusieurs reprises : en juillet 1992 en SVR de la fédération de Russie, le 30 septembre 1992, en Service fédéral des renseignements extérieurs de Russie, le 7 octobre 1992, en SVR auprès du président de Russie, et ensuite en SVR de la fédération de Russie (service fédéral) sous sa forme actuelle.

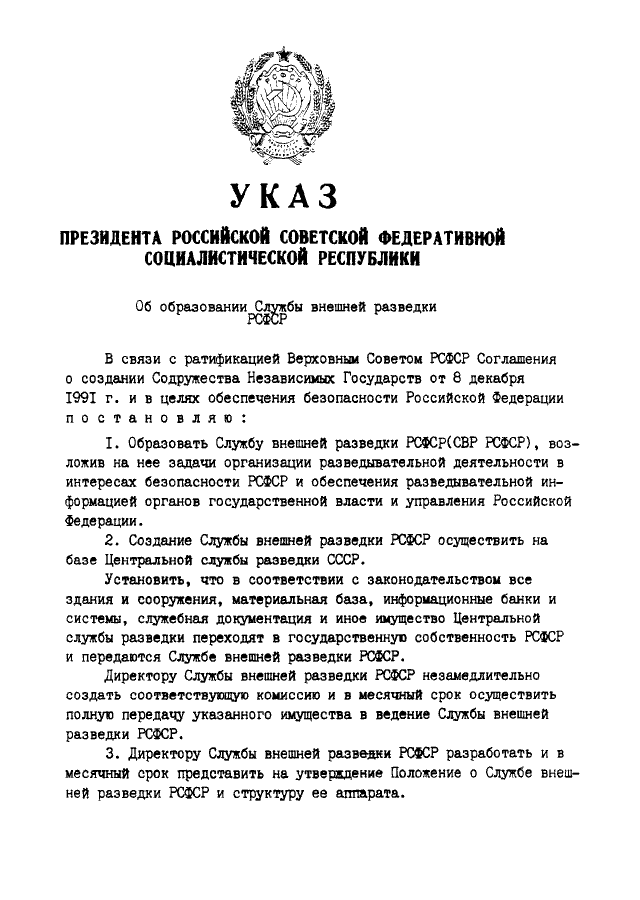
Oukase no 293, création du SVR (page 1).
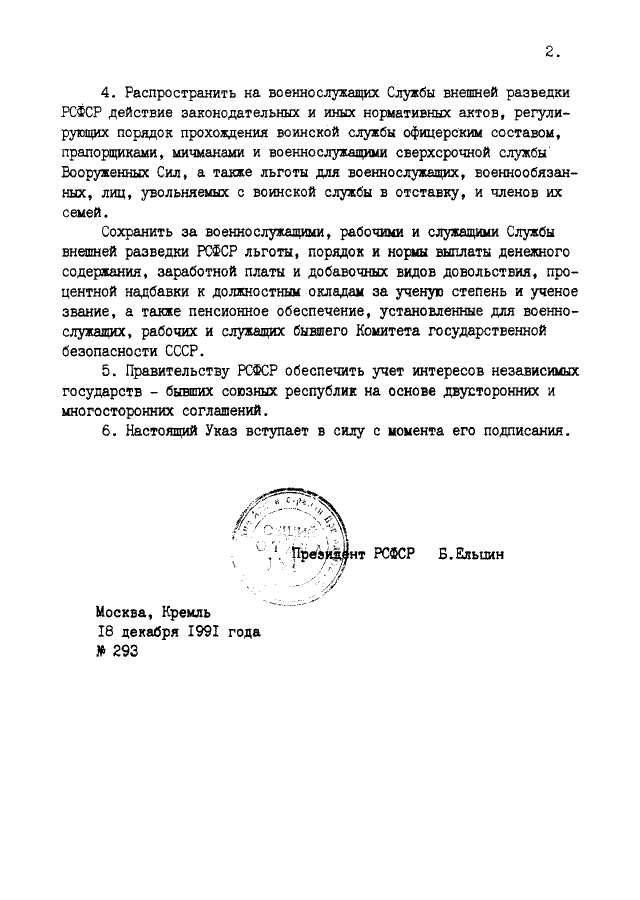
Oukase no 293, création du SVR (page 2).
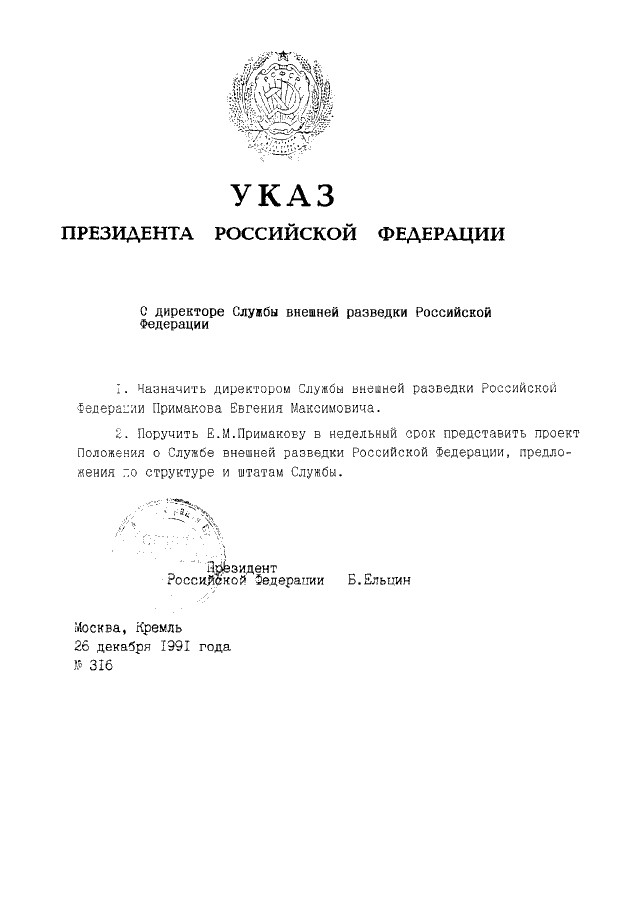
Oukase no 316, nomination du premier directeur du SVR.
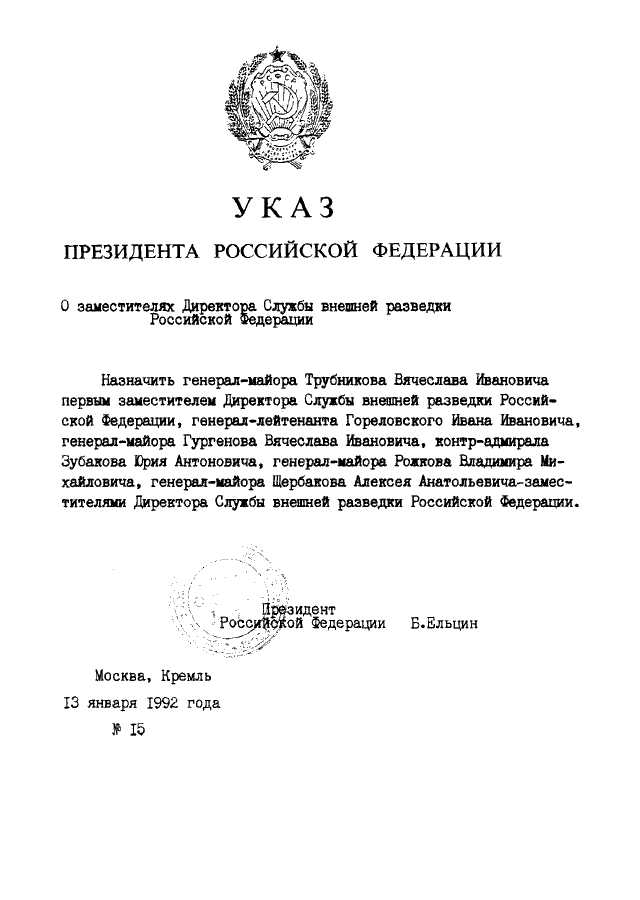
Oukase no 15, nomination des 6 adjoints du directeur du SVR.
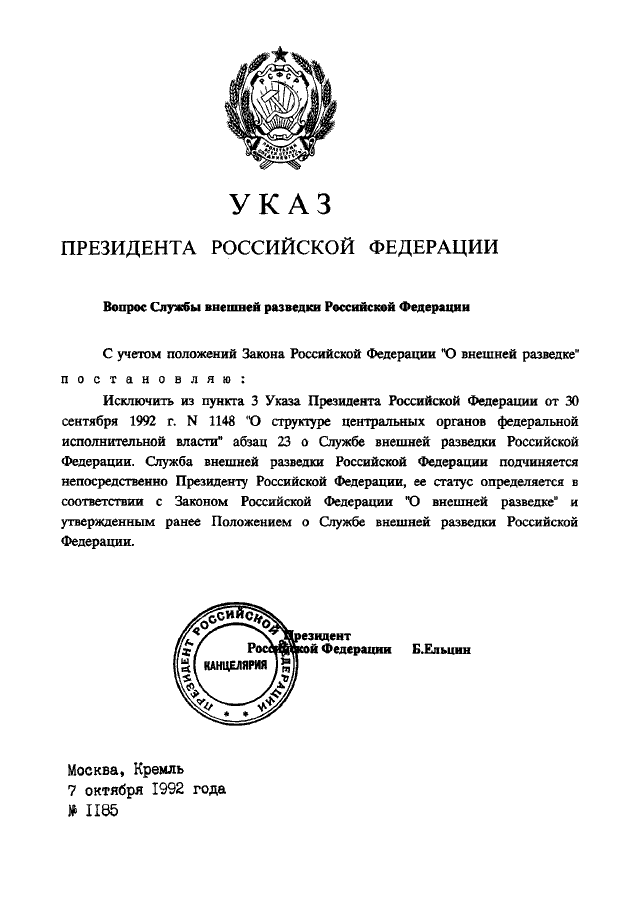
Oukase no 1185 du 7 octobre 1992.

Par son oukase no 1233 du 31 octobre 2009, le président de la fédération de Russie Dmitri Medvedev a instauré les nouvelles armoiries, fanion et drapeau du SVR,

## Les bases juridiques du SVR de Russie
La première loi fédérale russe spécifique relative au SVR est adoptée à l'été 1992.
Le statut et les activités du SVR de la fédération de Russie sont régis principalement par la loi fédérale no 5 du 10 janvier 1996 relative au renseignement extérieur en version consolidée avec les modifications apportées par les lois fédérales no 135 du 7 novembre 2000, no 86 du 30 juin 2003, no 122 du 22 août 2004 et no 20 du 14 février 2007.
Dans une moindre mesure l’existence du SVR est régie par d’autres lois fédérales, dont :
- no 61 du 31 mai 1996 relative à la défense ;
- no 76 du 27 mai 1998 relative au statut des militaires (avec les modifications apportées par les lois fédérales du 31 décembre 1999, 19 juin 2000, 7 août 2000 et 21 décembre 2000) ;
- no 5485-1 du 21 juin 1993 relative au secret d'État (modifiée par la loi no 133 du 6 octobre 1997) ;
- no 144 du 12 août 1995 relative à l’activité d’investigation judiciaire opérationnelle.

Lle SVR se proclame un fervent défenseur de la Constitution de la fédération de Russie.

## Le statut gouvernemental du SVR

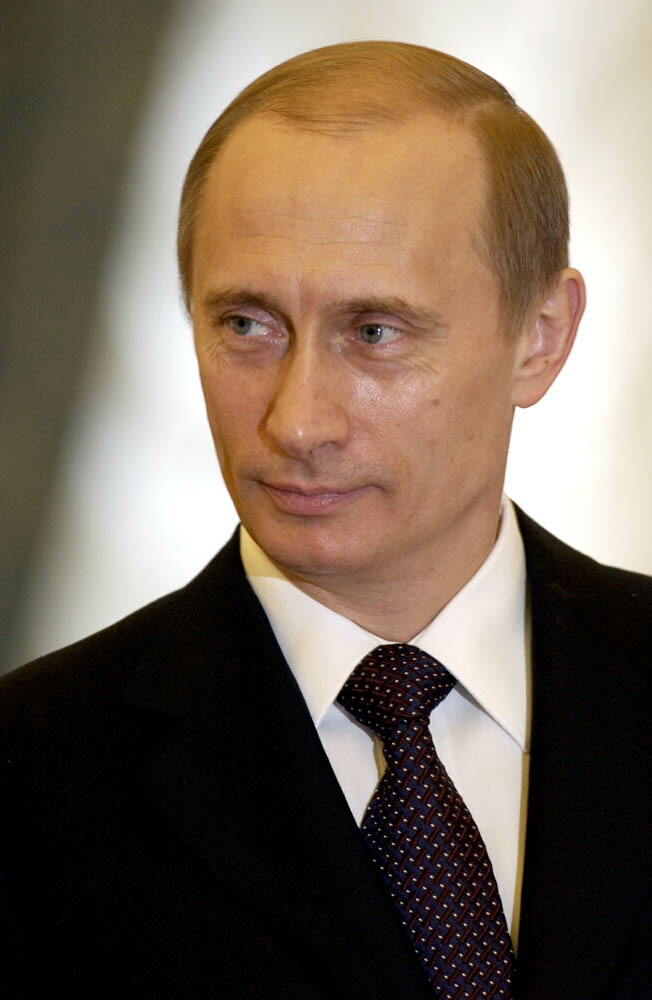
Vladimir Poutine, président de la fédération de Russie.

Au sein du pouvoir exécutif russe, le SVR jouit du statut d’un service fédéral situé directement sous les ordres du président selon l'oukase no 1185 du 7 octobre 1992.
Le SVR est un élément constitutif des forces de sécurité dont la mission est de protéger les citoyens, la société et l’État russe contre les dangers extérieurs. Elle a aussi le droit d'éliminer un danger avant qu'il ne survienne tant que cet acte est estimé réaliste, justifié, utile ou bénéfique.[réf. nécessaire]
Les dirigeants du SVR sont personnellement responsables devant le président de la véracité et de l’objectivité des informations fournies.

## Les champs d’actions et les compétences du SVR
Le SVR enquête pour fournir au président, à l’Assemblée fédérale et au gouvernement de la fédération de Russie les informations nécessaires pour prendre des décisions dans les domaines politique, économique, militaire, scientifique, technique et écologique ; pour créer des conditions propices à la mise en œuvre de la politique de la Russie en matière de sécurité ; pour concourir au développement et au progrès scientifique et technique du pays, pour assurer la sécurité de la Russie sur le plan militaire.

### Activités intérieures et extérieures
Selon une croyance largement répandue, le SVR serait responsable du renseignement extérieur tandis que le Service fédéral de sécurité de la fédération de Russie (FSB) couvrirait le territoire national. En réalité, les deux services fédéraux russes mènent des activités intérieures et extérieures[réf. nécessaire]. La différence capitale entre ces deux « frères ennemis » n’est pas géographique[réf. nécessaire] mais fonctionnelle[réf. nécessaire][pas clair].
À la différence du FSB, service du contre-espionnage qui protège la Russie et ses secrets contre les actions subversives d’espions étrangers et de terroristes, le SVR est lui-même un service subversif d’espionnage qui infiltre activement et illégalement les pays étrangers. Il utilise des moyens et des méthodes spécifiques (clandestines et donc répréhensibles). Il  identifie des sources confidentielles d’informations sensibles auprès des étrangers, des secrets politiques, économiques, militaires, scientifiques et technologiques. Il réalise des actes subversifs — les prétendues « mesures actives » —. Comme tout service d'espionnage, la propagande fait partie de ses méthodes.

### L’espionnage à partir du territoire de son pays
En Russie, le SVR peut mener « l’espionnage à partir du territoire » (en russe « Разведка с территории » ou РТ - RT) c’est-à-dire l'approche sur le sol russe des diverses catégories d'étrangers (personnels des ambassades et consulats, membres des délégations, voire touristes, étrangers de passage, etc.) dans le but de leur soutirer des informations. De retour dans leurs pays d’origine, les contacts les plus prometteurs sont mis en relation soit avec des agents opérationnels « légaux » du SVR en postes dans ces pays soit avec des « illégaux » ; cette méthode, avec la chute du communisme, n'a pas grand intérêt aujourd'hui[Quoi ?].

Emblème de la Stasi

L’espionnage à « partir du territoire russe » est donc généralement considéré chez les espions de carrière comme une branche secondaire et peu valorisante. Le président Vladimir Poutine est lui-même issu de cette branche, quand cette activité était encore rattachée aux « organes territoriaux » du KGB (территориальные органы КГБ). Principalement basé à Leningrad, il a exécuté une seule mission extérieure, en République démocratique allemande (RDA) – à Dresde. Il agissait dans une branche de la représentation officielle du KGB auprès de la Stasi. Sa relative animosité envers le SVR viendrait de cette expérience personnelle.
Le SVR se détourne de ses activités d’espionnage à partir du territoire national ; il semble peu probable qu’il y ait totalement renoncé. Selon les dires en 2001 d’un ancien transfuge de la Pé-Gué-Ou, Stanislav Levtchenko, l’espionnage à partir du territoire russe serait confié au 12e département du SVR et cette activité aurait augmenté du fait de la fermeture d’antennes à l’étranger dans les années 1990,.
Le SVR utiliserait parfois comme couverture les « organes territoriaux » du ministère russe des Affaires étrangères auprès des sujets fédéraux de Russie (территориальные органы МИДа в субъектах РФ) ou les associations d’amitié internationale à l'étranger.
Selon d’autres sources, l’espionnage à partir du territoire serait passé du SVR au FSB après la liquidation du KGB en 1991.

### Le contre-espionnage extérieur
À l’extérieur de la Russie, le SVR possède une fonction anciennement détenue par le FSB : le contre-espionnage extérieur (внешняя контраразведка, ou КР - KR). Il consiste à protéger les établissements et les ressortissants russes à l’étranger. Il vise également la protection contre les infiltrations conduites par des services étrangers et à infiltrer en retour les services spéciaux étrangers.

#### Le détachement «Zaslon»
Un détachement d'élite du SVR — Zaslon (« Заслон ») — a été créé en 1998 pour mener les opérations actives en dehors du territoire de la Russie et pour assurer la protection des établissements et des ressortissants russes à l’étranger.
« Zaslon » était censé remplacer l'unité Spetsnaz Vympel (« Вымпел ») du KGB, créée par Youri Andropov en août 1981 et dépendant jusqu'à la chute de l'URSS du 8e Département de la Direction « S » de la Première direction générale du KGB (le prédécesseur du SVR) qui a ensuite été rattachée au MVD de Russie puis à partir de 1995 au FSB.
En mars 2003, deux unités opérationnelles d'intervention du détachement « Zaslon » seraient venues en Irak, avant le début de l’intervention des États-Unis et de leurs alliés, avec pour mission officielle la protection des ressortissants russes et pour mission non officielle de se procurer des archives des services irakiens de sécurité. Une autre unité serait arrivée en Iran. Tout ceci se serait passé après une visite secrète du directeur du SVR Primakov en février 2003 à Bagdad et après ses entretiens avec Saddam Hussein pour le dissuader de résister aux États-Unis et le convaincre de quitter le pouvoir.

### La coopération interservices
En Russie post-soviétique, le SVR fait partie d’une « communauté de renseignement » à l’américaine (Intelligence Community). Il est ainsi censé travailler en collaboration avec le service de renseignement militaire russe (GRU) et d’autres organismes des renseignements extérieurs, comme le Service de renseignement économique du ministère de l’Économie et des Finances). Il faut bien souligner « censé » car sur le terrain il y a toujours une compétition plus ou moins déloyale entre ces services et aucun d’entre eux n’a de monopole total sur un champ spécifique d’action.

### La coopération internationale
Le SVR semble aussi vouloir collaborer officiellement avec des services de renseignement étrangers, y compris ceux des anciens pays « ennemis », dans la lutte internationale contre le terrorisme, ou selon des accords d'échanges de renseignements.
En pratique, les autorités officielles russes ont une définition plutôt large du « terrorisme » et de « l’extrémisme »[réf. nécessaire]. Elles utilisent parfois ces termes pour désigner certains opposants au régime actuel[réf. nécessaire]. Par exemple, toute demande d’extradition de Berezovski était systématiquement accompagnée d’allégations de son implication dans le terrorisme international, après qu'il eut lui-même fait état de son soutien financier à Chamil Bassaïev, terroriste tchétchène.
En ce qui concerne l'Iran et l'Afghanistan, des échanges d'informations ont eu lieu entre services secrets américains et russes.

## Composition du SVR

### Administration centrale

#### Direction
Le directeur du SVR en exercice est Sergueï Narychkine, depuis le 22 septembre 2016. Sa nomination a pris effet le 5 octobre 2016. Ce civil succède à Mikhaïl Fradkov (9 octobre 2007 – 22 septembre 2016).
Le site officiel du SVR présente un organigramme de l’appareil central du SVR à Moscou. Ce schéma n'est pas complet et clairement dépassé car les appellations de postes des rares officiels du SVR visibles dans différentes commissions présidentielles et interministérielles sont en contradiction totale avec l'organigramme. Selon toute évidence, le SVR de l'époque Medvedev-Poutine préfère cacher ces informations à la presse et au grand public. Ce schéma reste la seule source proposée.

#### Structures administratives (1992)
La structure administrative placée sous l'autorité directe du directeur du SVR comprend :
- l'appareil ou cabinet du directeur du SVR, dont le département protocolaire ;
- le bureau « de liaison avec la société civile et les mass médias » du SVR (des relations publiques) ;
- le groupe des consultants auprès du directeur du SVR ;
- le « collège » ou présidium du SVR.

#### Premier adjoint au directeur
Le premier adjoint du directeur du SVR supervise trois directions :
- la direction d’analyse et d’information ;
- la direction du contre-espionnage extérieur ;
- la direction des renseignements économiques.

#### Adjoints au directeur
Le directeur du SVR a également quatre adjoints « simples ». Chacun des quatre adjoints supervise quelques composantes du SVR.
- Adjoint au directeur du SVR, chargé des opérations
  - Départements opérationnels (géographiques)
- Adjoint au directeur du SVR, chargé de la science
  - Direction des renseignements scientifiques et techniques (NTR)
  - Direction des moyens techniques opérationnels
  - Direction des moyens informatiques
  - Académie des renseignements extérieurs (AVR)
- Adjoint au directeur du SVR, chargé du personnel
- Adjoint au directeur du SVR, chargé de l’approvisionnement matériel et technique (logistique)
  - Service d’exploitation et d’approvisionnement en ressources matérielles (logistique, gestion des sites immobiliers, garages, nettoyages, etc.).

### Structures du SVR sur le territoire national
Dans les sources accessibles il y n’a pas d’information suffisamment étayées et vérifiables sur les « organes » territoriaux du SVR.

### Structures du SVR à l’étranger
Dans les sources accessibles il y n’a pas non plus d’information suffisamment étayées et vérifiables sur les structures étrangères du SVR.

#### Antennes (rézidientouras) à l'étranger
Les antennes du SVR (Rézidientoura)  restent les principales structures opérationnelles du SVR à l'étranger. Elles sont couvertes par le secret d'État et leur existence est habituellement niée par les autorités russes, malgré toutes les défections antérieures et les nombreuses publications sur le KGB.

##### Antennes dites «légales»
Malgré une forte diminution du nombre d'antennes dites « légales » du SVR à l'étranger dans les années 1990 (fermetures estimées à 40 % et concernant surtout les antennes dans les petits pays où il n'y avait pas d'intérêts vitaux pour la Russie), ces structures héritées de la Pé-Gué-Ou restent d'actualité malgré leur vulnérabilité à cause de la surveillance constante. Mais l’avantage de la protection internationale par l'immunité diplomatique est toujours indispensable dans un certain nombre de cas d'activités d'espionnage. La « veille pays » et l’analyse des sources ouvertes peuvent parfaitement se réaliser sur la base des antennes dites « légales » qui par ailleurs servent à faire saturer les réseaux de surveillance des pays d’accueil et à détourner l’intérêt des services du contre-espionnage des vraies activités du SVR qui passent par les réseaux clandestins ou non traditionnels.
Au milieu des années 1990, la rézidientoura du service des renseignements extérieurs de la fédération de Russie (SVR) de New York comprenait les lignes suivantes :
- ligne PR (renseignement politique), la plus grande et dont sont issus les rézidientes ;
- ligne VKR (contre-espionnage extérieur) ;
- ligne X (renseignement scientifique et technologique) ;
- ligne RP (interception radio) ;
- ligne ER (renseignement économique) ;
- ligne N (illégaux) ;
- ligne OT (opérations techniques).

##### Antennes dites «illégales»
Malgré leur fragilité en cas de défaillance, les antennes « illégales » restent la forme opérationnelle idéale car quasiment indécelables. Toutes les opérations réellement importantes (dont le nombre reste assez limité) passent uniquement par ces réseaux clandestins, complètement coupés de contact avec les représentations officielles diplomatiques russes.

##### Antennes non traditionnelles
Très peu d’informations ont filtré dans la presse concernant cette nouvelle forme des activités d'espionnage du SVR à l'étranger qui est en quelque sorte à mi-chemin, un hybride entre les formes classiques « légales » et « illégales ».

#### Représentations officielles à l'étranger
Le SVR possède quelques représentations « ouvertes » à étrangers (par exemple aux États-Unis), le but officiel de leur existence étant « la coordination de la lutte antiterroriste et contre le crime organisé » avec les services secrets étrangers dont la CIA ou le FBI. Ainsi Sergueï Lébédev avant de devenir le directeur du SVR en mai 2000 était-il le représentant officiel du SVR aux États-Unis.
Ces structures étrangères officielles du SVR sont héritées du temps définitivement révolu de la perestroïka et de la glasnost des présidents Mikhaïl Gorbatchev et Boris Eltsine. À l’époque du tandem Poutine-Medvedev elles donnent au SVR d’abord et avant tout l’accès aux certains réseaux internationaux (Interpol, Europol, etc.) que les dirigeants russes semblent parfois détourner à des fins internes discutables de contrôle des ressortissants et dissidents russes à l’étranger sous le prétexte trop commode de la lutte contre le terrorisme international et le crime organisé.

### Service des «illégaux»
Le service des « illégaux », des agents travaillant sous des couvertures et sans aucun rapport avec la fédération de Russie, n’apparaît évidemment pas dans la structure officielle du SVR. Il en est de même pour le FBI du Secret Intelligence Service ou pour tout autre service d'espionnage. Le SVR dispose de ce genre d’agents.

## Emplacements des sites

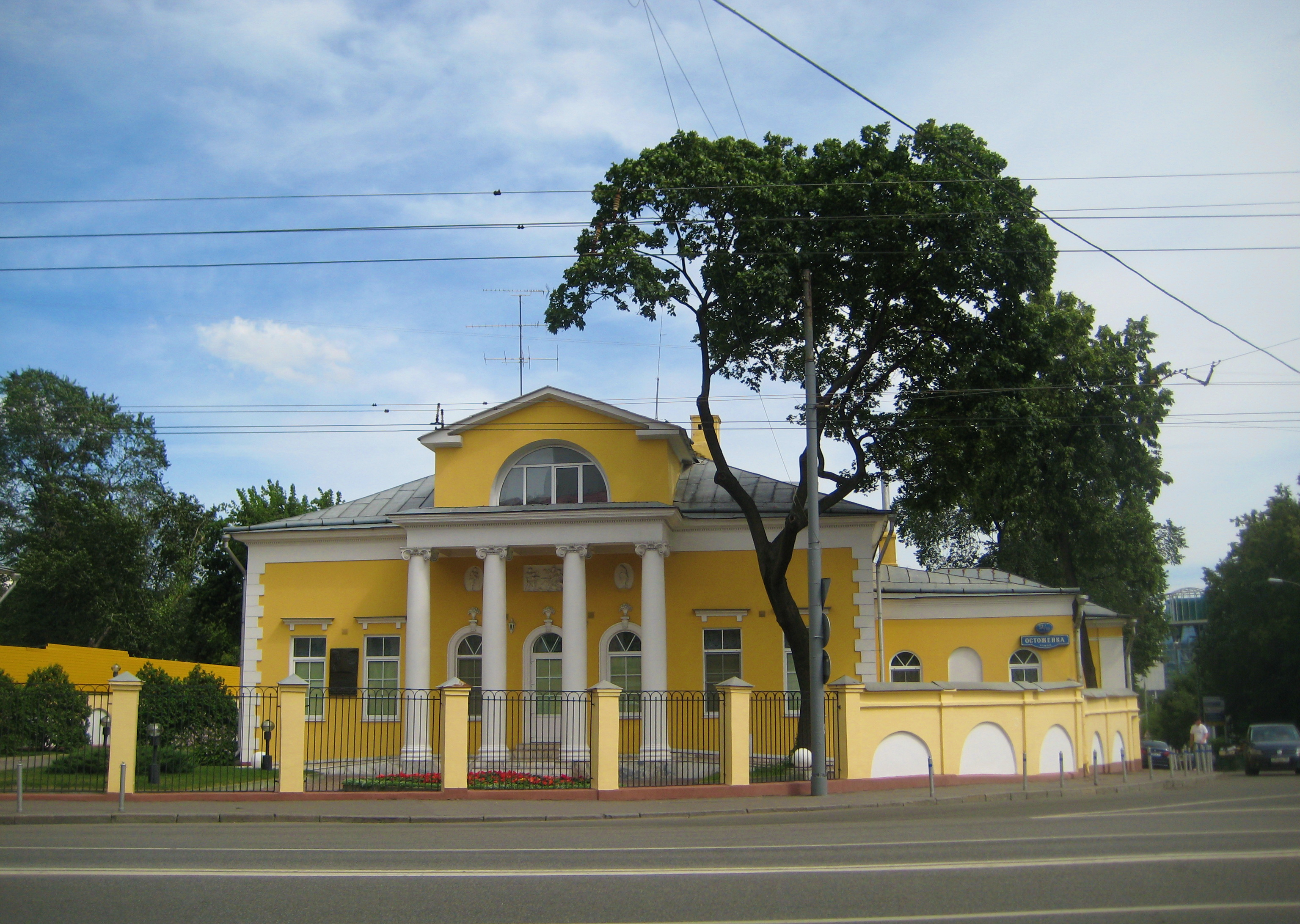
Le bureau de presse, dans l'ancien hôtel particulier Abrikossov.

### Le QG de Iassénévo
Le quartier général du SVR, le « Langley russe », se trouve au 38e km des boulevards périphériques extérieurs (MKAD, Московская кольцевая автодорога - МКАД), dans la banlieue sud-ouest de Moscou, en face du quartier Iassénévo (Ясенево).

### Le bureau de presse
Le bureau de presse du SVR se trouve au centre de Moscou, 51/10 rue Ostojenka, à la station de métro Park Koultoury (métro de Moscou, ligne Sokolnitcheskaïa).

### Autres sites
SVR possède d’autres sites en Russie, la plus grande partie desquels reste secrète pour le grand public. La plupart des sites du SVR sont connus des services de renseignements occidentaux, vu le nombre de transfuges de la Pé-Gué-Ou et du SVR.

## Personnels
Le nombre exact des personnels du SVR est sous couvert du secret d'État en Russie. Les estimations parues dans les sources ouvertes varient entre 15 000 et 30 000 personnes. Selon un rapport du ministère allemand de l’Intérieur publié le 21 juin 2010, le SVR compterait 13 000 employés.

### Catégories des personnels du SVR
Il y a d’importantes spécificités à noter dans l’usage des termes des personnels du SVR.

### Formation des personnels du SVR

#### Le recrutement au SVR
Le recrutement au SVR est un processus très complexe et prend des années dans chaque cas individuel.
Selon les dernières modifications de la loi relative au renseignement extérieur adoptées le 24 janvier 2007 par la Douma, les éléments opérationnels du SVR doivent posséder la citoyenneté de la fédération de Russie et ne peuvent en avoir aucune autre (la double nationalité est formellement interdite). Ils ne peuvent pas faire de politique, ni être membres de partis ou d'associations politiques,.
Toutes les catégories des personnels du SVR passent obligatoirement une dactyloscopie. Les candidats aux postes opérationnels passent en plus des tests médicaux, psychiatriques, linguistiques et au détecteur de mensonge.

#### Le recrutement des futurs agents opérationnels «légaux» du SVR
La recherche des candidats pour devenir les éléments opérationnels « légaux » du SVR se fait sur concours externe dans les universités parmi les étudiants de 3-5 années. Ils ne sont recrutés qu’après avoir obtenu au préalable leurs diplômes civils. Il existe en parallèle un concours interne dans les structures secondaires du SVR, ainsi que dans les services spéciaux autres que le SVR (Service fédéral de sécurité de la fédération de Russie, FAPSI, MVD).
Ensuite les nouvelles recrues sont formées à l’Académie des renseignements extérieurs – centre de formation des personnels du SVR, anciennement l'Institut du drapeau rouge du KGB (de un à trois ans en fonction de leurs capacités linguistiques et leurs connaissances pratiques des activités spéciales).
Dans les années 1990, le SVR a rencontré des difficultés de recrutement de nouveaux officiers, comme de personnels opérationnels aguerris. Dans un climat de privatisations et de réformes capitalistes, les officiers de carrière partaient en masse dans le civil. 30-50 % des équipes opérationnelles aurait quitté à cette époque.
Selon les aveux des dirigeants du SVR, ces difficultés persistent, traduisant une crise des vocations. La majorité des nouvelles recrues ne vient plus des grandes écoles et des universités prestigieuses de Moscou et de Saint-Pétersbourg, mais d'établissements de second ordre, provinciaux de Sibérie et de l’Extrême-Orient.

#### Le recrutement des civils au SVR
Le recrutement des personnels civils du SVR se fait sur une base habituelle avec quelques spécificités liées aux besoins de discrétion sur l’emplacement des sites de travail et aux mesures de sécurité spécifiques. Ces personnels sont surveillés en interne par la Direction du contre-espionnage extérieur du SVR, ainsi que par le Service fédéral de sécurité de la fédération de Russie.

#### Le recrutement des «illégaux»
Le recrutement et la formation opérationnelle des futurs « illégaux » se font selon un protocole particulier, la plus grande spécificité étant leur caractère strictement individuel (les « illégaux » ne sont pratiquement jamais entraînés en groupe).

#### Le recrutement de femmes
Du temps de l’URSS, les femmes étaient rarement recrutées au KGB à l’exception du Service des « illégaux » où elles formaient le plus souvent des couples avec des éléments opérationnels masculins. Elles occupaient un rôle subalterne : opératrices radio en alphabet morse, dactylos, photographes des microfilms ou micropoints, cryptographes, par exemple.
Quelques exemples :
- le couple opérationnel du colonel Jiovanni Antonio Bertoni dit « Marco » et du colonel Africa de la Eras Gavilan dite « Patria »[25] ;
- le couple de Boris et Zinaïda Batrayev[26] ;
- Elena Tchébourachkina[27].

### L'Académie des renseignements extérieurs
L'Académie des renseignements extérieurs (AVR) — en russe « Академия внешней разведки » (АВР) — est l’établissement de formation post-universitaire et professionnelle des personnels opérationnels du Service des renseignements extérieurs de la fédération de Russie (SVR).
Toujours appelée par le peuple « École de la Forêt », elle préparait à l'époque soviétique les effectifs opérationnels pour la Pé-gé-OU du KGB.

#### Histoire
Cet établissement secret du SVR se veut être l'héritier de :
- l'École de destination spéciale (CHON) du NKVD de l'URSS, 1938 ;
- l'École de renseignement (RACH) du NKVD de l'URSS, 1943 ;
- l'École supérieure de reconnaissance (VRCH) du MGB de l'URSS ;
- l’École no 101 du KGB près du Conseil des Ministres de l'URSS, 1948.

À sa dernière réorganisation de l’époque soviétique en 1968 l’établissement était devenu l'Institut du drapeau rouge (en abrégé le KI) du KGB de l’URSS – en russe « Краснознаменный институт КГБ СССР » (КИ).
En 1984, le KI a reçu le nom du défunt secrétaire général du PCUS et l'ex-chef du KGB Youri Andropov.
En 1994, après l'échec de la perestroïka gorbatchévienne, la dissolution du Parti communiste de l’Union soviétique (PCUS), du KGB et de l'URSS elle-même, l'institut a été pour la dernière fois transformé en Académie des renseignements extérieures (AVR), dépendant administrativement du SVR, qui est venu en 1992 pour remplacer l'ex-Pé-gé-OU de l'ex-KGB.

#### Les insignes de l'AVR

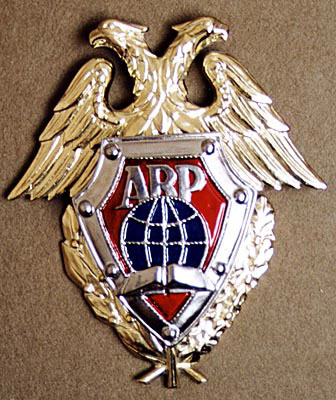
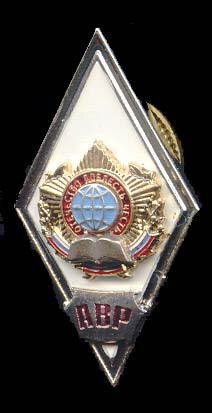

#### Emplacements des sites de l'AVR

##### Faculté principale
Le site principal de l’AVR se trouve dans la forêt en face du 89e km des boulevards périphériques extérieurs (MKAD) dans la banlieue nord de Moscou, en face du quartier Medvedkovo (Медведково).
Il y a quelques années un nouveau bâtiment moderne a été rajouté au nord du site initial. Il a son propre stade à l'intérieur d'une enceinte, les accès indépendants et serait une nouvelle faculté de l'AVR.

##### Site «La Villa»
« La Villa » (объект « Вилла ») est une base citadine de formation appartenant à l’AVR, destinée aux courtes sessions pendant lesquelles les élèves-officiers et leurs formateurs imitent le travail des éléments opérationnels sous la couverture d’une ambassade à l’étranger (dans une « résidentoura »).
Elle se trouve dans la banlieue nord-ouest (le raïon municipal Lévobérejniy du district administratif nord) de Moscou, au carrefour des rues Smolnaya et Festivalnaya (дом 47 по улице Смольной), à côté de la station Rechnoi vokzal de la Ligne Zamoskvoretskaïa du Métro de Moscou.
Cet objectif du SVR se cache sous la couverture officielle d’une filiale du centre scientifique et industriel « Delta » de l’entreprise fédérale unitaire d’État « SpetsVnechStroy »/« Constructions spéciales extérieures » (en russe : Филиал НПЦ « Дельта » ФГУП « Спецвнешстрой »). Le SVR aurait même construit en 2002, à côté de la Villa vers le sud et en face de l'église orthodoxe, une tour d’habitation pour ses personnels.

##### Autres sites
L’AVR possède d’autres sites dans la région de Moscou.

## Traîtres et défaillances
Comme tout grand service de renseignements, le SVR a eu des agents doubles travaillant pour des puissances étrangères.

## Controverses

### Le SVR entre passé bolchevique et post-soviétisme
Le principal problème idéologique et existentiel lié au SVR reste son hérédité, officiellement proclamée, des services spéciaux communistes – la fameuse Tchéka (du russe « Commission extraordinaire ») et de ces successeurs staliniens Guépéou-NKVD-MGB-KGB.

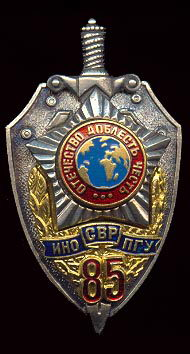
Le badge commémoratif: 85 ans INO-PGOU-SVR.

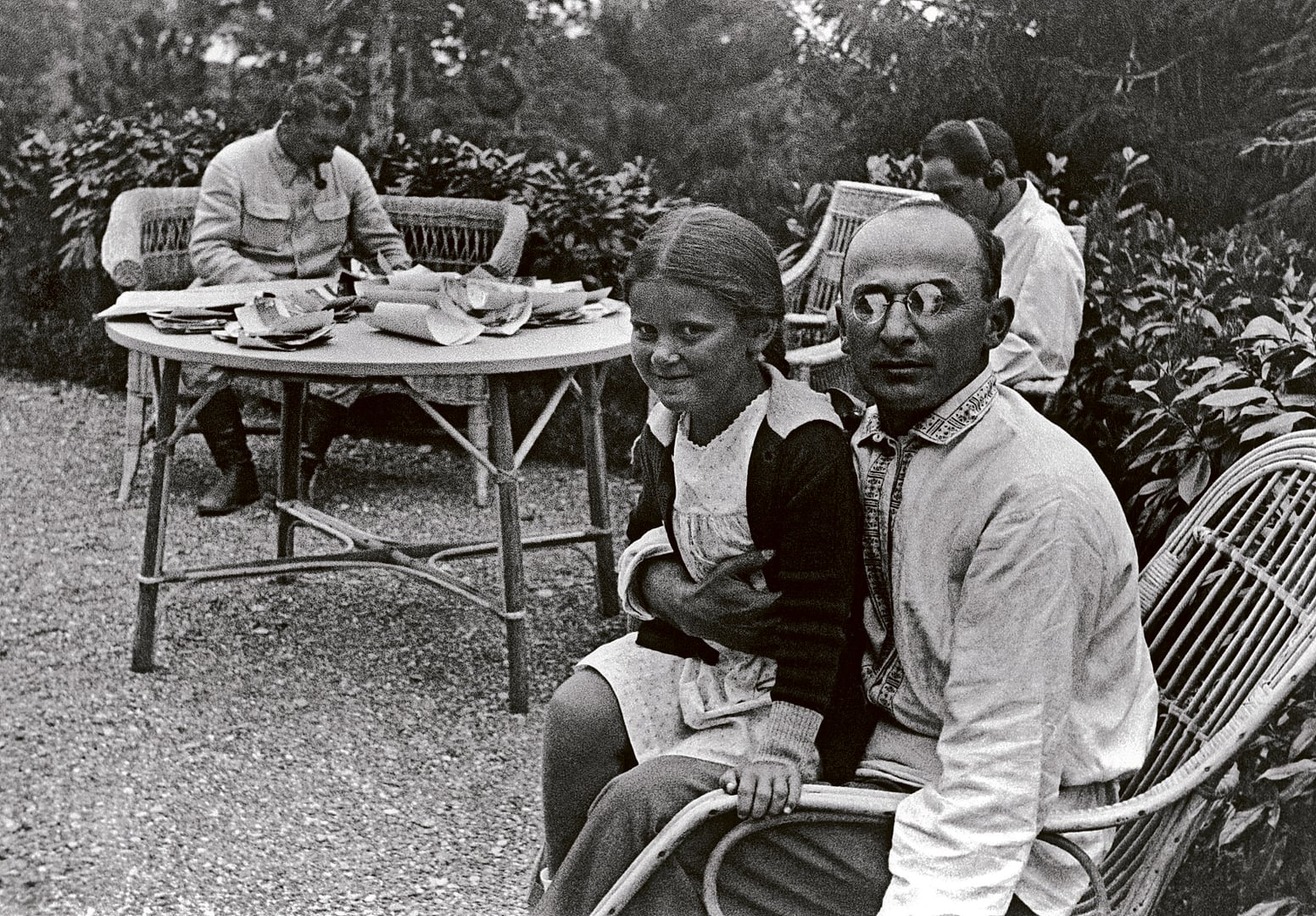
Beria avec Staline et la fille de celui-ci, Svetlana.

Les dirigeants actuels russes tentent de passer l'activité d'espionnage soviétique, pour une simple tâche technique et administrative en occultant son caractère hautement idéologique. La vérité historique, qui est souvent oubliée dans la Russie d'aujourd'hui, est que le service de renseignement extérieur soviétique était considéré comme « le bras armé du Parti communiste de l'URSS et le détachement militaire d'avant-garde de la lutte mondiale du PCUS contre l'impérialisme international jusqu’à la victoire universelle du communisme ».
Il est donc assez compréhensible de noter que ces déclarations ne se font plus dans un sens idéologique, puisque l'idéologie du communisme international est pratiquement morte et que la Russie d'aujourd'hui semblerait lui avoir tourné le dos ; mais il serait kafkaïen de se réclamer de l’héritage bolchevik. Il est évident que si la fédération de Russie ne peut se passer d'un service d'espionnage, encore faut-il lui donner un nouveau départ. Mais se positionner officiellement comme l'héritier de la Tchéka et accrocher les portraits de Dzerjinski sur les murs des bureaux du SVR peut difficilement être considéré comme une rupture idéologique avec le passé controversé de Tchéka-Guépéou-NKVD-MGB-KGB.

### Confiscation de la forêt de Boutovo
Le SVR est, depuis 2006, en conflit juridique et médiatique avec les habitants du quartier municipal de Boutovo-Sud (Ioujnoyé Boutovo) du district administratif sud-ouest de la ville de Moscou et de la municipalité rurale Kommounarka du raïon Léninesky de la région de Moscou (oblast de Moscou), ainsi qu'avec les associations écologiques concernant la question de l’expropriation (entre 250 et 1 500 ha, selon les sources différentes) par l'État russe des communes possédant la forêt de Boutovo que le SVR voudrait rajouter au patrimoine immobilier de son QG de Iassénévo afin d'y construire davantage de villas privatives pour ses hauts dirigeants.

### Relations avec d'autres États dans les années 2000
Les autorités britanniques, allemandes, japonaises et américaines ont accusé à plusieurs reprises le SVR d’avoir mené des opérations subversives actives sur leurs territoires respectifs, en particulier dans le domaine de l’espionnage économique et technologique, et la Russie a surtout accusé la Grande-Bretagne et ensuite les États-Unis de faire de même.

#### Japon
Le 16 janvier 2008, le journal Mainichi Shinbun a publié un article sur l’arrestation d’un haut fonctionnaire du cabinet du Premier ministre japonais qui, pendant dix ans, transmettait des secrets aux espions russes travaillant sous la couverture de l’ambassade de Russie. Pour sa collaboration, le « traître » a reçu 37 000 dollars, qu’il a dépensés dans les restaurants et en jouant aux courses de chevaux. Selon certaines sources, il s’agissait d’un fonctionnaire de 52 ans qui faisait partie d’une unité nommée Bureau d’intelligence et de recherche du cabinet du Premier ministre japonais (Naichō),.

#### Allemagne
Selon le Financial Times, l’Allemagne a accusé les services d'espionnage de la Russie et de la Chine d’avoir volé des secrets industriels et commerciaux d'entreprises allemandes. Le rapport du Bundesamt für Verfassungsschutz (BfV), service fédéral de contre-espionnage, publié le 15 mai 2008, représente la Russie comme une menace particulière. La nomination de M. Mikhaïl Fradkov en automne 2007 à la tête du SVR avait particulièrement alarmé les services du contre-espionnage allemands. Il a un profil d’un homme d’affaires et non pas d’un espion conventionnel. Selon les experts allemands, le SVR aurait l'obligation légale de soutenir par des moyens spécifiques illégaux l’expansion étrangère des entreprises russes. Il s’agirait donc d’une concurrence déloyale.

#### États-Unis
Le directeur du Renseignement américain, Michael McConnell, a soumis le 18 septembre 2007 à la Commission juridique du Congrès américain son rapport où le travail « agressif » du Service de renseignement extérieur de Russie (SVR) figurait parmi les menaces principales sur la sécurité nationale américaine. « Les services de renseignement extérieur chinois et russe figurent parmi les plus agressifs à l'égard des systèmes informatiques américains sensibles et protégés, des infrastructures et des projets de développement en cours aux États-Unis et les efforts qu'ils déploient à la collecte de ce genre d'information atteignent un niveau équivalent à celui de la guerre froide », lit-on dans ce rapport de dix-huit pages. Le SVR a refusé tout commentaire concernant ce rapport,.
Trois ans plus tard, en juillet 2010, les États-Unis et la Russie ont procédé à leur premier échange d'espions (en) depuis la fin de la guerre froide. Les dix agents russes échangés, dont la valeur serait « minime » selon Le Figaro et qui travaillaient en tant qu'« illégaux » (dénués de toute protection diplomatique), avaient tous été recrutés par le SVR. Les 10 espions échangés étaient : Anna Chapman ; Tracey Foley et son mari Donald Heathfield ; Juan Lazaro et sa femme Vicky Pelaez, journaliste à El Diario La Prensa ; le couple Richard et Cinthya Murphy ; Mikhail Semenko ; Patricia Mills et son compagnon Michael Zottoli. L'un des espions échangés contre eux, l'agent double Aleksander Zaporojski, qui travaillait en théorie pour le SVR mais avait été arrêté en 2003 par la Russie, aurait été l'un de ceux ayant permis aux Américains de capturer Aldrich Ames et Robert Hanssen, deux des plus importants agents doubles ayant infiltré les services américains lors des années 1990-2000.

#### Royaume-Uni
Le Service des renseignements extérieurs de Russie (SVR) s'était déjà refusé à tout commentaire 10 jours avant le 8 septembre 2007 au sujet d'un article paru dans le journal britannique The Telegraph sur le regain d'espionnage russe en Grande-Bretagne. « Nous ne commentons pas les articles de la presse britannique », a déclaré le chef du service de presse de SVR Sergueï Ivanov. Le journal britannique a déclaré que la moitié des diplomates russes en mission en Grande-Bretagne était liée au Service des renseignements extérieurs russe et que leurs activités se trouvaient au niveau de la guerre froide. Une trentaine des 62 Russes travaillant à l'ambassade, au consulat et à la représentation commerciale de la Russie se livrent à l'espionnage, selon The Telegraph. Les agents du SVR recueillent des secrets militaires et commerciaux ou surveillent des « dissidents russes réfugiés à Londres », notamment le milliardaire Boris Berezovsky russe que la Grande-Bretagne refuse d'extrader vers la Russie, a affirmé le journal,.
En juillet 2008, la Grande-Bretagne a même classé les services spéciaux russes au troisième rang des menaces à sa sécurité nationale, après Al-Qaïda et l’Iran.
Cette lutte traditionnelle des services secrets internationaux entre eux illustre le mauvais état des relations diplomatiques de la Grande-Bretagne avec la Russie qui, de son côté, a expulsé un certain nombre d'agents britanniques et a fermé les British Councils en Russie pour le même motif de couverture d'activités d'espionnage en Russie.

#### Israël
En automne 2006, les autorités israéliennes ont refusé d'accorder un visa au diplomate russe qui devait occuper le poste de premier secrétaire de l’ambassade de Russie à Jérusalem. Alexandre Kroukov qui devait prendre la direction de l’Institut russe de la culture et de la science en Israël a été accusé d'être un élément opérationnel du SVR.

### Pressions géostratégiques dans l’espace de l’ancienne URSS
Il est évident que le tapage médiatique concernant les points névralgiques particuliers dans les anciennes républiques soviétiques relève de la propagande et de la guerre idéologique du type soviétique qui est à nouveau de mise en Russie actuelle réclamant un « droit de cuissage » concernant l’espace de l’étranger immédiat (en russe, ближнее зарубежье).

#### Moldavie
Dans la situation où le grand public ne sait plus rien sur le SVR  (structure réelle, tâches, moyens, nominations, actions, etc.) depuis l’installation de l’équipe de Poutine au Kremlin, les visites à Chişinău des hautes responsables du SVR sont souvent très (trop ?) pompeusement annoncées,,. Il semble peu convaincant que la résolution civilisée de la question de la république moldave de Transnistrie autoproclamée doit prioritairement passer par le canal secret du Service russe de l'espionnage extérieur.

#### Lettonie
En juillet 2008, la Lettonie, pays de l’Union européenne, a reconnu la Russie parmi les principales menaces de sa sécurité nationale en accusant la Russie d’utiliser des pressions économiques pour obtenir des avantages géopolitiques.

#### Estonie

Les armoiries de l'Estonie.

##### Nouvelles technologies pour punir les anciens acolytes
Le SVR parmi d’autres services spéciaux russes a été soupçonné de cyberterrorisme par les autorités estoniennes. Les agences gouvernementales estoniennes ont essuyé fin avril 2007 une écrasante attaque en déni de service (DoS) comme une action de représailles en réponse aux heurts qui ont opposé forces de l'ordre et manifestants pro russes nationalistes, faisant un mort et 150 blessés. Submergés de trafic, les serveurs Web des plus hautes instances d’Estonie (parlement, premier ministre et ministère des Affaires étrangères) sont restés inaccessibles plusieurs jours. Le site de la police a pu se maintenir mais seulement en bloquant toute requête d'adresses IP étrangères et en passant en mode texte.
Selon l’analyse annuelle de la police de sécurité d’Estonie datant du juin 2008, le SVR s’est fixé comme principal but d’activité les élections législatives de 2011 en se basant sur la minorité nationale russe dans le pays.

##### Affaire Simm
Le 21 septembre 2008, à la suite de la guerre de Russie contre la Géorgie, Herman Simm, un ancien haut responsable du ministère estonien de la Défense, a été arrêté à Tallinn par les autorités estoniennes pour espionnage au profit de la Russie. Il semble qu'il s'agit là d'une des plus grosses « prises » faite en Europe depuis la fin de l'ex-URSS. Recruté en 1995 à l’occasion d’un voyage touristique en Tunisie par un ancien du KGB estonien, Valery Zentov, Hermann Simm a ainsi vendu aux russes près de 3 000 documents sensibles concernant la politique de défense de son gouvernement, le tout pour une centaine de milliers d’euros. Son agent traitant, Sergueï Yakovlev, alias Antnio de Jesus Amorett Graf, membre du SVR fait l’objet d’un mandat d’arrêt international. En février 2009, la justice estonienne a condamné Hermann Simm à 12 ans et demi de prison. Deux supposés espions russes sous la couverture diplomatique - Viktor Kotchoukov (Виктор Кочуков) et Vassili Tchijov (Василий Чижов) - ont été déclarés « persona non grata » en Belgique à la suite de cette affaire,,,.

#### Géorgie
Officiellement le SVR n’a pas le droit de mener les opérations spéciales sur le sol géorgien, car un accord de 1992 entre les pays de la CEI l’interdit formellement. Mais compte tenu de la dégradation des relations russo-géorgiennes depuis  la guerre d’août 2008 et la reconnaissance, illégale au regard du droit international, par la Russie des républiques autoproclamées d’Ossétie du Sud et d’Abkhazie, il semble peu probable que la Russie continue d’observer scrupuleusement les accords avec la Géorgie dans le domaine d’espionnage. L’arrestation  en août 2008 par  le FSB  russe du prétendu chef d’une direction du SVR de Géorgie  Kherksladzé a marqué l’ouverture de la guerre entre les services spéciaux russes et géorgiens,.
Les services secrets russes, dont le SVR, étaient accusés de leurs implications directes ou indirectes dans l'organisation des affrontements entre les manifestants d'opposition et la police en Géorgie à différentes époques, selon les déclarations des autorités géorgiennes. Selon le chef du SVR de Géorgie Guéla Béjouachvili, Moscou voudrait renverser le pouvoir actuel en Géorgie par les activités clandestines subversives. Le président géorgien Mikheil Saakachvili a accusé Moscou d'avoir tenté d'organiser une rébellion militaire « de grande ampleur » pour renverser le régime à la veille d'exercices de l'OTAN en Géorgie début mai 2009.

### Service «action»: le retour vers le passé stalinien
Le SVR de l’époque de Poutine-Medvedev est accusé, de plus en plus souvent et avec de plus en plus de preuves directes ou indirectes, d’avoir rétabli une vieille pratique stalinienne d’enlèvements et liquidations  des « ennemis » du service et/ou du régime à l'étranger.

#### 2001: enlèvement supposé aux États-Unis de Zaporojsky
Selon le mythe répandu, le 9 novembre 2001 l'ancien officier supérieur du SVR le colonel Alexandre Zaporojsky, transfuge du SVR qui vivait aux États-Unis depuis 1998, aurait été secrètement enlevé au nez et à la barbe du FBI et exfiltré de force vers la Russie par un commando du SVR. Techniquement, il semble que Zaporojsky ait été arrêté lorsqu'il était arrivé « de son plein gré » en Russie et le SVR a nié toute implication dans le retour « forcé » d’un « traitre ». Mais les conditions qui ont conduit ce réfugié — professionnel de l’espionnage étant sur ses gardes — de revenir assez « bêtement » au bercail (à cause d’une prétendue maladie grave d’un proche et contre l’assurance orale d’immunité une fois rentré) ressemblent tellement aux anciennes techniques des manipulations du KGB que l’on a du mal à croire la sincérité des protestations d’innocence du SVR.

#### 2004: assassinat à Doha (Qatar) de Yandarbiyev
La Russie a été fortement soupçonnée de pratiquer le terrorisme d'État après l’assassinat au Qatar de l’ancien haut responsable tchétchène Zélimkhan Yandarbiyev le 26 février 2004 (deux officiers opérationnels, du SVR ou du GRU, ont été arrêtés quelques heures à peine après cet acte terroriste et condamnés par la justice du Qatar à la perpétuité, mais ensuite magiquement extradés vers la Russie, pour « purger leur peine dans leur pays »). Pour une fois la Russie n’a pas nié l’appartenance des deux officiers aux services spéciaux russes, mais a affirmé avec beaucoup d’humour noir qu’ils étaient en poste à Doha pour les « travaux analytiques sur le terrorisme international ».

#### 2006-2007: autorisation des actions paramilitaires à l’étranger, y compris assassinats et enlèvements
Après l’enlèvement et l’assassinat des diplomates russes en Irak en 2006, la Douma de Russie a voté  en juillet 2006 les amendements à plusieurs lois qui dorénavant (depuis janvier 2007) accordaient au président de Russie le droit discrétionnaire absolu de prendre des décisions secrètes, sans consulter le législateur ni informer qui que ce soit, d’utilisation active des unités spéciales militarisées en dehors des frontières de Russie et en temps de paix.

#### 2006: assassinat à Londres de Litvinenko
Il est presque normal que les autorités britanniques soupçonnent la participation du SVR, d’une manière ou d’une autre, dans l’empoisonnement de l’ancien officier du FSB Alexandre Litvinenko à Londres en automne 2006. Le Service des renseignements extérieurs de Russie (SVR)  depuis fin novembre 2006 rejette les accusations sur son éventuelle implication dans l'empoisonnement de l'ancien officier du FSB russe Alexandre Litvinenko à Londres. « Le SVR n'a rien à voir avec le mauvais état de santé d'Alexandre Litvinenko », a déclaré le chef du bureau de presse du SVR Sergueï Ivanov. Les informations diffusées par certains médias sur l'implication du Service dans cet incident sont « purement fausses et infondées », a-t-il ajouté. Les déclarations de plusieurs transfuges et réfugiés, dont Evgueni Limarev, ont porté néanmoins sur une obscure association des vétérans du KGB/SVR/FSB ayant à sa tête un certain Valentin Vélitchko,,. Avec l’aval du Kremlin, Andreï Lougovoï, le supposé assassin de Litvinenko, a été élu député de la Douma, le parlement russe. La Russie refuse obstinément de l’extrader vers Londres à la demande répétée de la justice britannique  et ne semble pas vouloir le déranger par la moindre action judiciaire ce qui fait office d’aveux de sa culpabilité et de l’implication des autorités russes dans cette affaire qui empoisonne les relations russo-britanniques. Selon l’historien des services spéciaux Boris Volodarsky qui prépare la publication courant 2009 aux États-Unis et en Grande Gretagne du livre « The KGB poison factory: from Lenin to Litvinenko », Litvinenko a été empoisonné sur l’ordre personnel et direct de Poutine. L’opération se préparait depuis plusieurs mois. Lougovoï n’a servi que de couverture et de manipulateur pour permettre au vrai tueur, un agent « illégal » du SVR, de mieux approcher la « cible ». La couverture médiatique a été assurée par le conseiller de presse du président russe en personne, ce qui fait de cet assassinat un vrai crime d’État russe.

#### 2009: assassinat à Vienne d’Israïlov
Le 13 janvier 2009 en Autriche Oumar Israïlov avait été abattu de trois balles en pleine rue par deux inconnus près de son domicile à Vienne. Réfugié en Autriche depuis 2006, Oumar Israïlov, un ancien membre de la guérilla antirusse qui avait fait défection de la milice tchétchène dans laquelle il avait été intégré après avoir été capturé et torturé.
Dans sa plainte contre la Russie déposée le 8 novembre 2006 devant la Cour européenne des droits de l'homme, il impliquait directement le président tchétchène Ramzan Kadyrov dans des cas de torture et d'exécution. Il avait réitéré ces accusations à l'automne dernier dans une interrview au New York Times,,.
« Israïlov n'était pas n'importe quel réfugié », explique Falter, l'hebdomadaire viennois affirmant détenir l'exclusivité d'un dossier sur cette affaire. « Son exécution n'est pas n'importe quel crime, c'est une affaire d'État. Les documents en notre possession prouvent que le ministère autrichien de l'Intérieur et le procureur de la République avaient été informés, en juin 2008, que se préparait cette exécution. » Selon le site en ligne Chechenpress, Oumar Israïlov portait le numéro 499 sur une liste de plus de 2 500 noms de réfugiés tchétchènes appelés à rentrer au pays ou à être exécutés. L’implication directe du SVR dans cet assassinat n’a pas été démontrée officiellement.

#### 2009: tentative d’assassinat à Dubaï (Émirats arabes unis) de Yamadayev
Une tentative d’assassinat sur la personne de Soulim Yamadayev a été perpétrée fin mars dans le parking de sa résidence à Dubaï. Déclaré d’abord mort, Yamadayev, ancien chef des commandos spéciaux du GRU en Tchétchénie et héros de la fédération de Russie, n’aurait été que blessé. Adam Délimkhanov, député de Russie unie, le parti de Vladimir Poutine à la Douma (Chambre basse du Parlement), et ancien vice-premier ministre de Tchétchénie, est accusé par la police de Dubaï (Émirats arabes unis) d'avoir commandité la tentative d’assassinat de l'ancien chef militaire tchétchène, selon le chef de la police locale, le général Dhahi Khalfan Tamim. Placé sur la liste des personnes recherchées par Interpol, Adam Délimkhanov, a qualifié ces accusations de « provocation ». Un Iranien et un Tadjik ont été interpellés ; trois suspects sont en fuite. Le SVR n’a pas été officiellement mis en cause, mais les questions sur les préparatifs spécifiques de l’assassinat à l’étranger (fourniture d’armes, faux papiers, filatures, etc.) met le SVR sur la liste des services russes impliqués d’office.

#### 2009: projet d’assassinat à Londres d’Akhmed Zakayev
Le service britannique d’espionnage  MI6 aurait démasqué un complot des services secrets russes, dont le SVR, qui planifiaient d’assassiner un haut responsable du gouvernement tchétchène indépendantiste. Akhmed Zakayev qui se présente comme le premier ministre de la Tchétchénie en exil aurait été la cible d’un projet d’assassinat par balle à Londres.

### Pas de glasnost à Yassénévo
La période où le SVR a publié un CD-ROM (en 1996) avec la volonté affichée de s’ouvrir de plus en plus vers la société civile et de se rendre utile autrement que sur le « front caché » est aujourd'hui révolue. L'effondrement de la Russie à cette époque a provoqué un sursaut et le secret, comme pour les autres services de contre-espionnage du monde, fait à nouveau partie de son mode d'action.
Quelques maigres tentatives du temps de Primakov (ancien premier ministre) de publier des rapports géopolitiques régulièrement, comme le fait la CIA, se sont soldées par un flop : les trois rapports publiés étaient dépourvus d’intérêt et ne comportaient que des généralités affligeantes. Depuis l’arrivée au pouvoir en Russie de Vladimir Poutine comme premier ministre en août 1999 et comme président en 2000, le SVR a progressivement renoncé à tout effort de transparence.
À partir de 1999, le SVR a commencé la publication à compte-gouttes du recueil  Les Essais sur l’histoire du renseignement extérieur russe en 6 volumes. En 2007, le dernier volume (le plus attendu) consacré à l’histoire de 1966 à nos jours (2005) a enfin vu le jour et en a déçu beaucoup.
En 2008, le SVR a déclassifié les documents d’archives datant de plus de 70 ans concernant les accords de Munich de 1938 et les préparatifs de la rencontre en 1938 de Neville Chamberlain et Édouard Daladier avec Adolf Hitler et Benito Mussolini. Selon le SVR, les documents déclassifiés témoigneraient de la pression sans précédent que la Grande-Bretagne et la France ont exercée en 1938 sur la Tchécoslovaquie, en exigeant qu'une partie du territoire tchécoslovaque soit rattachée à l'Allemagne. Cette ouverture trop opportuniste et sélective des archives était manifestement une opération de propagande que le SVR a organisé dans le seul but de compromettre les puissances occidentales actuelles et détourner l’attention du public des agissements de Staline à la même époque qui se sont soldées par le Pacte Ribbentrop-Molotov.
Sur le site officiel de la présidence de Russie, l’on retrouve péniblement une dizaine de documents plus ou moins anciens liés au SVR. Le site officiel du SVR ne peut pas être cité comme une source d’informations digne de ce nom ; la seule partie actualisée en général avec beaucoup de retard étant celle où le service traite d'articles élogieux du passé de la Maison. Le bureau de presse du SVR le plus souvent ne s'exprime officiellement que pour refuser de commenter à la presse ses opérations et les actions de son personnel.

#### En allemand
- (de) Friedrich-Wilhelm Schlomann, Die heutige Spionage Rußland, 2000 (ISBN 3-88795-191-3)